# Cmentarz żydowski w Baligrodzie

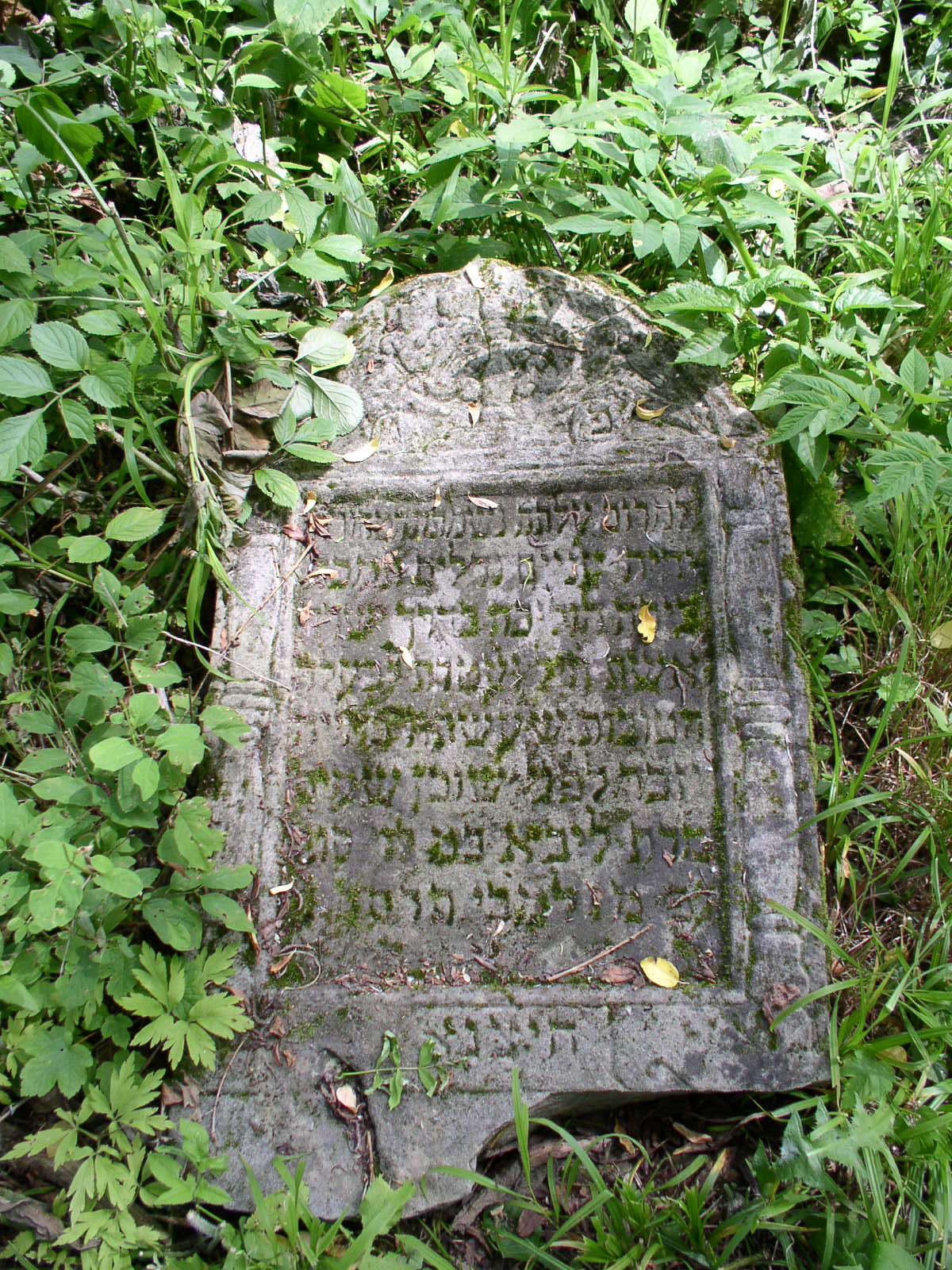
Nagrobek z początku XX wieku przed renowacją

Cmentarz żydowski w Baligrodzie – cmentarz społeczności żydowskiej niegdyś zamieszkującej Baligród oraz okoliczne miejscowości podlegające baligrodzkiemu kahałowi. Jest położony w zachodniej części miejscowości przy ulicy J. Duplaka. Powstał w I połowie XVIII wieku. Został zdewastowany przez Niemców podczas II wojny światowej. Po wojnie niszczał opuszczony. W 1990 został wpisany do rejestru zabytków.

## Położenie
Cmentarz żydowski w Baligrodzie usytuowany jest na północny zachód od miejskiego rynku, w odległości około 200−300 metrów od niego, przy ulicy J. Duplaka. Ma kształt pięcioboku zbliżonego do prostokąta o ściętym jednym narożniku. Powierzchnia, wedle różnych źródeł, wynosi od 0,91 do 1 ha. 
Nieogrodzony obecnie cmentarz rozciąga się na zboczu górskim wzdłuż osi południowy zachód−północny wschód. Na północ od cmentarza płynie bezimienny potok, będący dopływem Hoczewki. W najniżej położonej części cmentarza znajdował się przed II wojną światową dom przedpogrzebowy.

## Historia
Cmentarz żydowski w Baligrodzie został założony prawdopodobnie na początku XVIII wieku.
Powstanie cmentarza w Baligrodzie jest ściśle związane z istnieniem tutejszej gminy żydowskiej, która powstała w XVIII w. Najwcześniejsze wzmianki o żydowskim osadnictwie w Baligrodzie pochodzą z 1605. W tym czasie jednak, to jest przed powstaniem samodzielnej gminy, baligrodzcy Żydzi najprawdopodobniej grzebali swych zmarłych na cmentarzu w Lesku, to jest w miejscowości w której był kahał, któremu podlegali. Dopiero powstanie samodzielnej gminy pozwoliło na założenie cmentarza i zbudowanie synagogi. 
Nie wiadomo czy cmentarz od samego początku miał obecne granice i wielkość, czy też, podobnie jak w Lesku, stopniowo dokupywano nowe grunty i powiększano cmentarz. Sama nekropolia służyła nie tylko mieszkańcom Baligrodu, ale i okolicznych wsi podlegających tutejszemu kahałowi. Najstarsze nagrobki znajdują się w najniżej położonej części cmentarza.
Podczas II wojny światowej Niemcy wywieźli dużą liczbę macew z cmentarza i wybrukowali nimi baligrodzki rynek. Po wywiezieniu w lecie 1942 miejscowych Żydów do obozu w Zasławiu na cmentarzu okazjonalnie rozstrzeliwano ukrywających się w okolicy Żydów i pomagających im Polaków. Dokładna liczba egzekucji i zabitych nie jest znana. 
W związku z powyższym data ostatniego pochówku nie jest jasna. Cmentarz z pewnością był wykorzystywany do lata 1942, lecz nie można określić dokładnej daty ostatniego pochówku.

## Pochowani na cmentarzu
Wobec braku monograficznego opracowania dotyczącego cmentarza, informacje o pochowanych na nim osobach nie mają waloru pewności i opierają się jedynie na informacjach pośrednich.
- na baligrodzkim kirkucie są przypuszczalnie pochowani członkowie rodziny Roth, z której pochodzili rodzice matki Michaela Schudricha.
- na baligrodzkim kirkucie jest przypuszczalnie pochowany Hirsz Grossinger − właściciel folwarków w Baligrodzie, Cisnej, Huczwicach, Mchawie, Rabem i Stężnicy.

## Cmentarz w kulturze
Los macew zabranych z baligrodzkiego cmentarza został wspomniany w powieści Łuny w Bieszczadach Jana Gerharda.

Wygramolili się kolejno z ciasnej szoferki. Podczas gdy Ciszewski odbierał swą walizę od żołnierzy jadących pod brezentową płachtą w pudle wozu, Preminger przytupywał ścierpłą nogą. − Proszę uważać, obywatelu majorze − zaśmiał się kierowca − pobudzicie machabeuszów! Major spojrzał na niego pytająco. Nie rozumiał dowcipu. − Proszę spojrzeć, na czym tańczycie... To są przecież płyty nagrobkowe. Umorusany smarami palec wyciągnął w kierunku ziemi. Preminger popatrzył pod nogi. Stał istotnie na kamiennych płytach z napisami hebrajskimi. − Dzieło Niemców − objaśnił żołnierz wygodnie oparty łokciem o okno szoferki. − Mieli cały rynek wybrukować kamieniami z żydowskiego cmentarza, ale jakoś nie zdążyli czy zarzucili ten projekt.

Scena ta została również przedstawiona w filmie z 1961 Ogniomistrz Kaleń opartym na motywach wspomnianej powieści, a kręconym m.in. w autentycznych plenerach Baligrodu.

## Współczesność

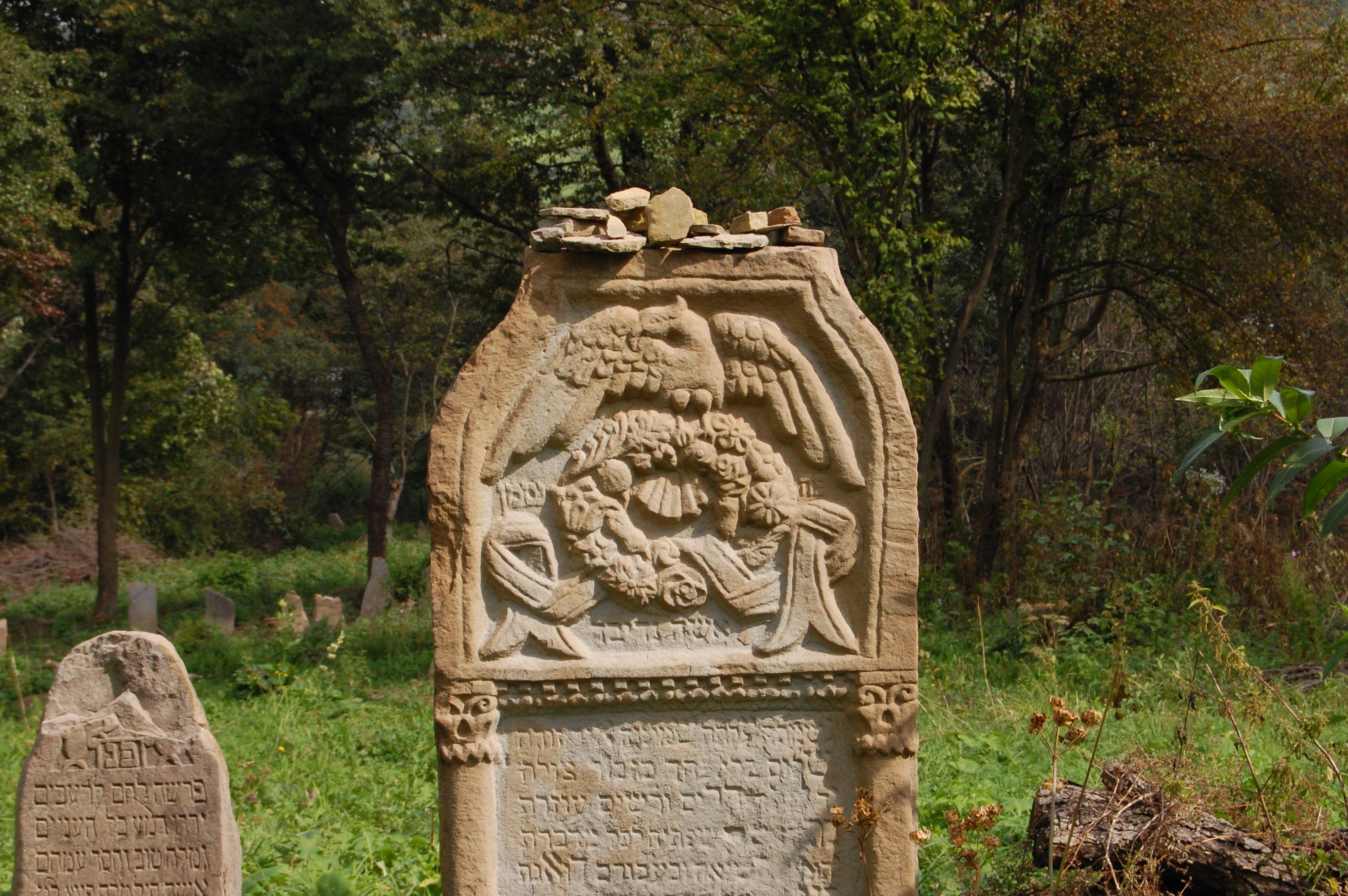
Bogato rzeźbiony nagrobek na baligrodzkim kirkucie

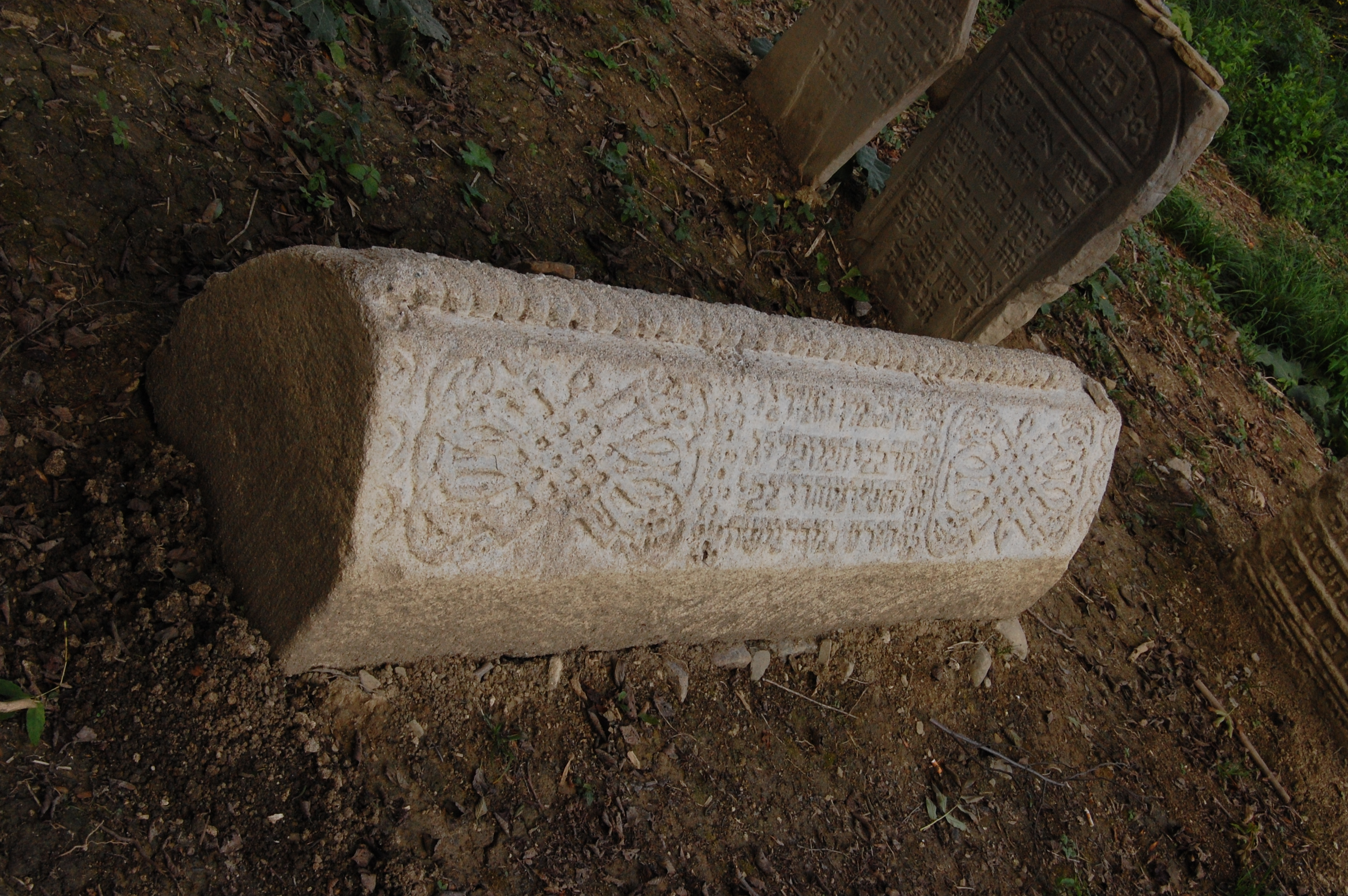
Rzadko spotykany nagrobek tumbowy z rzadkim wypukło rzeźbionym epitafium. Nagrobek z I połowy XVIII wieku. Na macewach po lewej epitafia ryte wklęsło

Po zakończeniu II wojny światowej wobec zagłady baligrodzkiej społeczności żydowskiej cmentarz był opuszczony i niszczał. Zdarzały się przypadki kradzieży macew z cmentarza. 
W 1990 cmentarz został wpisany do rejestru zabytków NID pod numerem A−194 z 26.03.1990.
Na początku XXI w. stan zachowania cmentarza uległ znaczącej poprawie w porównaniu z wcześniejszym okresem. W latach 2005–2006 uczniowie gimnazjum z pobliskiej Mchawy, w ramach programu Przywróćmy Pamięć, prowadzonego przez Fundację Ochrony Dziedzictwa Żydowskiego, częściowo uporządkowali cmentarz. Akcja była kontynuowana za sprawą Stowarzyszenia Magurycz, które w przeciągu lat 2006–2010 wykarczowało roślinność zarastającą cmentarz oraz remontowało zachowane nagrobki. Działania stowarzyszenia były wspierane przez Gminę Baligród, baligrodzką Ochotniczą Straż Pożarną i Nadleśnictwo Baligród. Obecnie (sierpień 2013 r.) kirkut ponownie wymaga uporządkowania: jest zupełnie zarośnięty jeżynami i roślinnością zielną do wysokości blisko 1 m tak, iż część macew jest w ogóle niemożliwa do odnalezienia. Same macewy również ulegają postępującej erozji.
Liczba zachowanych nagrobków różni się w zależności od źródła, co wskazuje także na różny stan utrzymania cmentarza w różnych okresach i występującą niekiedy niemożność zauważenia niektórych nagrobków. O dawnym zaniedbaniu cmentarza świadczy także i to, że w przeciwieństwie do leskiego nie był odnotowywany w przewodnikach i na mapach. Najwcześniejsze źródła mówią o około 50 nagrobkach, przez około 100, lecz najnowsze informacje wskazują, iż zachowało się około 150 nagrobków oraz około 100 fragmentów zniszczonych macew. Nieznana liczba nagrobków spoczywa zalana asfaltem na baligrodzkim rynku. W ostatnich latach zwrócono na cmentarz dwie macewy wcześniej pozostające poza nim na terenie miejscowości. 
Różne są także informacje dotyczące najstarszego zachowanego nagrobka. Z reguły podaje się daty 1716 lub 1718. Na początku XXI wieku nie udaje się odnaleźć nagrobków z takimi datami. Najstarszy obecnie zidentyfikowany nagrobek pochodzi z 1731 i stoi na grobie Aharona, syna Israela.
Na cmentarzu zachowały się nagrobki wykonane z piaskowca i wapienia. Napisy na nagrobkach baligrodzkiego kirkutu były wykonywane zasadniczo w języku hebrajskim, lecz zdarzały się napisy polskie i niemieckie, co świadczy o postępującej asymilacji.